# Chuck Norris Facts

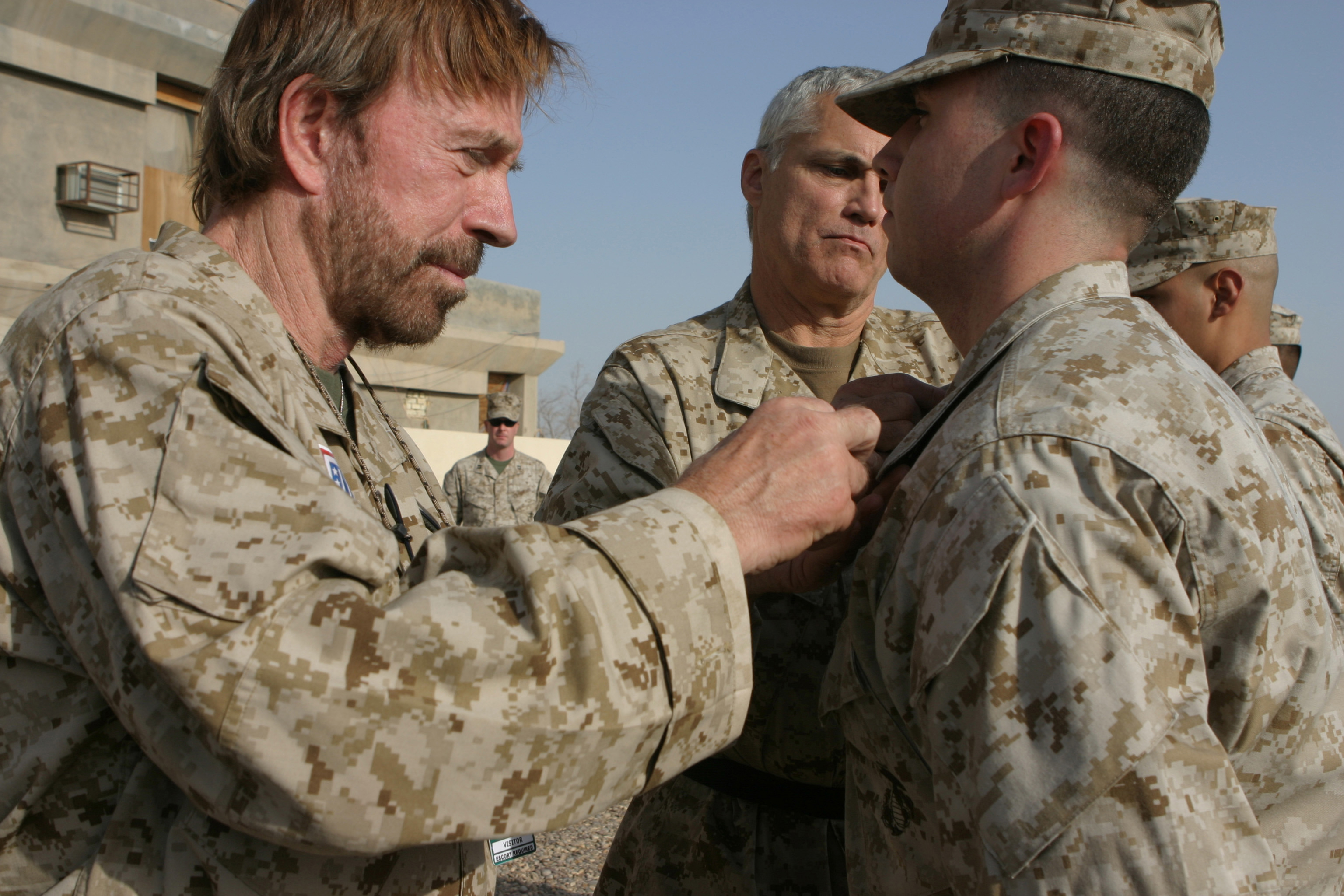
Chuck Norris fact : George W. Bush a menti à propos des armes de destruction massive en Irak. La seule qui se soit jamais trouvée là-bas, c’est Chuck Norris quand il a visité le pays.

Les Chuck Norris Facts — en français, les « Faits sur Chuck Norris » — sont une série de blagues sous forme d’aphorismes humoristiques évoquant l’acteur nord-américain Chuck Norris, celles-ci ayant fait l’objet d’un mème sur Internet. Ces aphorismes ont pour principe d’attribuer au personnage de Chuck Norris des pouvoirs surhumains, défiant les lois universelles de la physique, et même la logique.

## Concept
Les Chuck Norris Facts sont des blagues, pour la plupart des aphorismes humoristiques qui attribuent à Chuck Norris des qualités impossibles ou surhumaines. Elles visent à caricaturer les héros forts et virils que l'acteur a souvent interprétés au cinéma ou à la télévision, en particulier dans ses films d’action des années 1980 et dans la série télévisée Walker Texas Ranger.[réf. nécessaire]

## Accueil

### Par l'acteur lui-même
Chuck Norris n’a pas été offusqué par ces blagues, il s’en est même amusé sur son site officiel et sur le plateau de l’émission The Best Damn Sports Show Period diffusée par la chaîne américaine ESPN. Sa blague préférée étant : « On a essayé de tailler le portrait de Chuck Norris dans le mont Rushmore, mais la pierre n’était pas assez dure pour représenter sa barbe »,.

### Sur Internet

#### Sites dédiés
Les Chuck Norris Facts sont apparus sur les forums en ligne 4chan et Something Awful (en). À l'origine, ils ne ciblaient pas Chuck Norris mais l'acteur Vin Diesel, alors à l’affiche du film Baby-Sittor. Cependant, un vote sur les forums retint finalement Chuck Norris plutôt que Vin Diesel comme personnage récurrent de ces blagues.
Le site Chuck Norris Fact Generator créé par Ian Spector et Mike Lelli a vu son trafic exploser lors des derniers mois de l’année 2005,. En 2007, Spector a rassemblé quatre cents blagues dans un livre intitulé The Truth About Chuck Norris: 400 Facts About the World’s Greatest Human.

#### Bombardements Google
Les Chuck Norris Facts ont inspiré certains bombardements Google. Ainsi, si un visiteur de Google tape les mots-clés « find Chuck Norris » ou « trouver Chuck Norris » (pour la version francophone) puis utilise la fonction « J'ai de la chance », un site web reprenant l’allure d’une page Google ne comportant aucun résultat de recherche s’ouvre, accompagné du texte suivant : « Google won’t search for Chuck Norris because it knows you don’t find Chuck Norris, he finds you » ou « Google ne recherchera pas Chuck Norris car il sait que personne ne peut trouver Chuck Norris, c’est lui qui vous trouvera » et propose à l’internaute les solutions suivantes : « Courir avant qu’il ne vous trouve » ou « essayer avec une autre personne ».
Citons, à ce propos, un autre Chuck Norris Fact : « Google est le seul endroit où l’on peut taper Chuck Norris. »

## Reprises du thème

### Autres personnages
D'autres personnages sont créés pour reprendre ce gag :
- Bruce Schneier, cryptologue américain : cette reprise, de par les « faits » qu'elle énonce, reste essentiellement limitée aux milieux mathématiques et informatiques[9][source secondaire souhaitée] ;
- Jack Bauer, personnage fictif héros de la série 24 heures chrono : cette reprise a eu peu de succès[10],[11] ;
- Jérôme Kerviel, trader français accusé par son employeur d’être le responsable d’importantes pertes : cette reprise a suscité un grand intérêt à travers le web français[12],[13],[14] ;
- Rory Williams, personnage fictif de la série britannique Doctor Who, a aussi fait l’objet de facts en rapport avec ses exploits dans la série ;
- Gordon Freeman, héros des jeux vidéo Half-Life ; ces faits montrent généralement sa supériorité à d’autres personnages de jeux vidéo[réf. nécessaire] ;
- Bernard de la Villardière, présentateur de l’émission Enquête Exclusive sur M6. Un hashtag #BernardFacts a été lancé sur Twitter et a connu un grand succès au cours d’une de ses émissions où on le vit faire du ski, du surf ou conduire une décapotable[15] allant jusqu’à faire réagir l’intéressé[16] ;
- Bernard Lavilliers fait l’objet d’une chanson des Fatals Picards qui est une succession de facts[source secondaire souhaitée] ; tout comme Patrick Topaloff, dans une chanson d'Adonis, le pape de la gentillesse, s'intitulant Libérez Patrick Topaloff[17][source secondaire souhaitée] ;
- Zlatan Ibrahimović, ancien joueur de football Suédois.
- Vladislav Tkachiev, joueur d'échecs
- Jocko Willink, un ancien officier des Navy SEALs au physique plus que massif et à la personnalité affirmée.
- N'Golo Kanté, footballeur international français, en l'honneur duquel des fans ont imaginé les "Kanté facts" ; ces plaisanteries, qui ont connu une notoriété particulière lors de la Coupe du monde de football 2018, mettent en relief sa vitesse, son endurance et ses qualités de récupérateur.[18]
- David Cross, acteur : plus particulièrement son personnage de Ian Hawke dans Alvin et les Chipmunks.
- Bosh, rappeur français connu notamment pour le hit Djomb, sorti en 2020, où la section commentaire est remplie de ces plaisanteries[19],[20]. Il publiera ensuite une version animée de la chanson, où il affronte et vainc Chuck Norris[21].

### L'acteur lui-même
En 2007, Chuck Norris est apparu dans l’une des publicités d’un candidat républicain à la présidence des États-Unis, Mike Huckabee. S’inspirant des Chuck Norris Facts, Huckabee y déclare : « Chuck Norris doesn’t endorse. He tells America how it’s gonna be. » (« Chuck Norris ne donne pas son soutien. Il explique à l’Amérique comment les choses vont se passer. »).
En 2011, Norris apparaît dans une publicité pour le jeu vidéo World of Warcraft, qui reprend ces aphorismes, ajoutant que les 10 millions de joueurs sur le jeu sont là « uniquement parce que Chuck Norris tolère leur existence ».
En 2012 dans Expendables 2 : Unité spéciale, dans le rôle de Booker, Norris joue une fois encore de cette image et cette aura d’invraisemblable invincibilité conférée par le phénomène. Barney Ross, interprété par Sylvester Stallone, rapporte à Booker une rumeur selon laquelle il se serait fait mordre par un cobra royal ; Booker lui confirme cette morsure, mais complète en signalant qu'après cinq jours d’une épouvantable agonie, c'est  le serpent qui est mort.

### Dans d’autres médias
La maison d’édition Penguin Books, qui a édité un livre compilant certains de ces aphorismes, est attaquée en justice par Chuck Norris qui l’accuse de faire un portrait de lui inconvenant ainsi que d’exploiter la célébrité de son surnom.
Dans l’émission Touche pas à mon poste ! sur D8, l’animateur Cartman a créé une chanson en s’inspirant des Chuck Norris Facts, Quand il pète il troue son slip, initialement dans le but de faire deviner Walker, Texas Ranger, série télévisée dans laquelle Chuck Norris joue le rôle de Cordell Walker. Devant le buzz créé par cette chanson humoristique, il a décidé de l’enregistrer en studio, sous le pseudonyme de Sébastien Patoche. Sa commercialisation a démarré le 15 mai 2013, et la chanson a même décroché la 1re place au classement des téléchargements sur iTunes.